# Carolyn Watkinson
Carolyn Watkinson (Preston, 19 de marzo de 1949) es una mezzosoprano inglesa especializada en música barroca.

## Biografía
Watkinson nació en Preston y se formó en el Royal Manchester College of Music y en La Haya. En 1978 cantó el papel de Phèdre en Hipólito y Aricia de Jean-Philippe Rameau en el English Bach Festival que se celebró en la Royal Opera House, Covent Garden de Londres. En 1979 participó en Nero de Monteverdi con De Nederlandse Opera en Ámsterdam. Asimismo en 1979 apareció ecomo solista contralto en la grabación histórica de Christopher Hogwood de El Mesías de Handel, con la Academy of Ancient Music.
En 1981 Watkinson hizo su debut en La Scala con el papel protagonista de Ariodante y cantó Rosina del El barbero de Sevilla de Gioacchino Rossini en Stuttgart. Apareció en Orfeo y Eurídice de Christoph Willibald Gluck con la Glyndebourne Touring Opera en 1982, e hizo su debut formal en el Festival de Glyndebourne como Cherubino en 1984.
En 1987 Watkinson hizo gira por Australia. Fue solista en la Pasión según San Juan de Bach en la catedral de Gloucester en una interpretación que fue emitida por BBC en Viernes Santo en 1989. En 1990 apareció en Dido y Eneas de Purcell en la catedral de Salerno y cantó Nero en el Festival de Innsbruck.

## Discografía selecta
- Baroque Opera Recital: Carolyn Watkinson. Jan de Vriend, Amsterdam Bach Soloists. Arias de Purcell, Handel & Gluck. (EtCetera 1064)
- Recital at Wigmore Hall, Bizet, Brahms, Berg, Dvořák & Ives: Carolyn Watkinson. Tan Crone. (EtCetera 1007)
- Bach: Weihnachtsoratorium BWV 248. Barbara Schlick, Kurt Equiluz, Michel Brodard. Ensemble de Lausanne, Michel Corboz. (Warner Classics 686217)
- Agostino Steffani: Duetti da camera. John Elwes, Paul Esswood & Daniella Mazzucato. Alan Cutis & Wouter Wouter Möller. (Archiv 437083-2)
- Handel: Aci, Galatea e Polifemo. Emma Kirkby & David Thomas. London Baroque, Charles Medlam. (Harmonia Mundi France 901253.54)
- Handel: Rinaldo. Jeanette Scovotti, Ileana Cotrubas, Paul Esswood y otros. La Grande Ecurie et la Chambre du Roy, Jean-Claude Malgoire. (Sony 7576412)
- Handel: Serse. Paul Esswood, Barbara Hendricks y otros. La Grande Ecurie et la Chambre du Roy, Jean-Claude Malgoire. (Sony 752724)
- Collectors Edition. Handel: Oratorios. Emma Kirkby, Judith Nelson, Paul Elliott, David Thomas y otros. Christopher Hogwood, Academy of Ancient Music, Christ Church Cathedral Choir, Oxford New College Choir. (Decca 000529602)
- Handel: Messiah. Emma Kirkby, Paul Elliott, David Thomas y otros. Christopher Hogwood, Academy of Ancient Music, Christ Church Cathedral Choir. (L'Oiseau-lyre 430488)[3]
- Handel: Alexander's Feast. Ashley Stafford, Donna Brown, Nigel Robson y otros. John Eliot Gardiner, English Baroque Soloists, Monteverdi Choir. (Philips 000852702)
- Handel: Solomon. Anthony Rolfe-Johnson, Nancy Argenta, Barbara Hendricks y otros. John Eliot Gardiner, English Baroque Soloists, Monteverdi Choir. (Philips 000667002)
- Bach: Cantatas BWV 206, 215. Edith Mathis, Peter Schreier, Siegfried Lorenz y otros. Berlin Soloists, Berlin Chamber Orchestra, Peter Schreier. (Berlin Classics 2422)
- Bach: Zerreisset BWV 205, Vereinigte Zwieracht BWV 207. Edith Mathis, Peter Schreier, Siegfried Lorenz y otros. Berlin Soloists, Berlin Chamber Orchestra, Peter Schreier. (Berlin Classics 2392)
- Bach: Mass In B Minor Highlights. Edith Mathis, Peter Schreier, Siegfried Lorenz y otros. Berlin Soloists, Berlin Chamber Orchestra, Peter Schreier. (Berlin Classics 4910)
- Bach: Alto Arias. Helen Watts, Hildegard Laurich, Julia Hamari y otros. Helmuth Rilling, Bach-Collegium Stuttgart. (Hänssler Classic 98243)
- Bach: Magnificat. Paul Elliott, Emma Kirkby, David Thomas y otros. Simon Preston, Christopher Hogwood, Christ Church Cathedral Choir, Academy of Ancient Music. (L'Oiseau-lyre 443199)
- Vivaldi: Gloria, Motets, Cantatas. Emma Kirkby, Catherine Bott y otros. Philip Pickett, Christopher Hogwood, Simon Preston, New London Consort, Academy of Ancient Music, Christ Church Cathedral Choir. (L'Oiseau-lyre 455727)
- Purcell: Dido & Aeneas. George Mosley. John Eliot Gardiner, English Baroque Soloists, Monteverdi Choir. (Philips 432114)
- Monteverdi: Lamento d'Arianna, Combattimento. Nigel Rogers, Patrizia Kwella, David Thomas. Reinhard Goebel (Musica Antiqua Cologne)
- Haydn: Masses. Emma Kirkby, Judith Nelson, Shirley Minty, Rogers Covey-Crump y otros. Simon Preston, Academy of Ancient Music, Christ Church Cathedral Choir. (L'Oiseau Lyre 455712)
- Haydn: Arianna, English Canzonettas. Glen Wilson. (Virgin Classics Veritas 91215)
- Mozart: Requiem. Emma Kirkby, Anthony Rolfe-Johnson, David Thomas. Christopher Hogwood, Academy of Ancient Music, Westminster Cathedral Boys Choir, Academy of Ancient Music Chorus. (L'Oiseau-lyre 411712)
- Mozart: Requiem, Exultate Jubilate. Judith Blegen, Siegfried Jerusalem, Siegmund Nimsgern y otros. Pinchas Zukerman, Helmuth Rilling, Mostly Mozart Festival Orchestra, Gächinger Kantorei Stuttgart, Bach-Collegium Stuttgart. (Sony Classical Essential Classics 89849)
- Prokofiev: Alexander Nevsky, Scythian Suite. Kurt Masur, Leipzig Gewandhaus Orchestra, Latvian State Choir. (Apex 7487472)
- Wagner: La Chevauchee Des Walkyries. Margaretha Hintermeier, Anita Soldh, Silvia Herman y otros. Bernard Haitink, Mariss Jansons, Klaus Tennstedt, Otto Klemperer. (EMI Classics 558096)
- Schmidt: Das Buch Mit Sieben Siegeln. Peter Schreier, Kurt Rydl, Thomas Moser y otros. Lothar Zagrosek, Austrian Radio Symphony Orchestra, Vienna State Opera Concert Choir. (Orfeo 143862)